# Estroncianita
A estroncianita ou  estroncianite (SrCO3)  é um mineral constituído de carbonato de estrôncio, nomeado  em homenagem a aldeia  Strontian, Lochaber, Escócia, onde foi descoberto pela primeira vez.
Este mineral  é incolor, cinza, branco acinzentado, esverdeado, ou amarelado, transparente à translúcido, de brilho vítreo com raias de coloração branca.
São cristais prismáticos, sistema ortorrômbico, dureza 3,5, e com densidade 3,78 g/cm3.
É uma matéria prima importante para a extração do estrôncio. Por muito tempo foi também usado como catalisador na extração do açúcar a partir do melaço.